# Чернышёв, Владимир Борисович
Владимир Борисович Чернышёв (16 мая 1936, Москва — 25 сентября 2014, там же) — российский учёный-энтомолог, доктор биологических наук (1978), профессор кафедры энтомологии МГУ (1989), заслуженный профессор Московского университета.

## Биография
Родился в семье историка философии Бориса Чернышёва. Окончил Биолого-почвенный факультет МГУ (1958), квалификация биолог-зоолог. С 1961 года после окончания аспирантуры и защиты кандидатской диссертации работал на кафедре энтомологии.
Доктор биологических наук (1978), старший научный сотрудник (1977), профессор (1989). Читал курсы лекций «Экология насекомых», «Сельскохозяйственная энтомология» и «Техническая энтомология».
Автор 7 книг, в том числе:
- «Биологические ритмы» (с соавт., 1980),
- «Суточные ритмы активности насекомых» М., 1984. — 216 с.
- справочник «Культуры насекомых и клещей в СССР» (1988),
- «Экология насекомых» М.: Изд-во МГУ, 1996. — 304 с.
- «Экологическая защита растений. Членистоногие в агроэкосистеме» (2001).

Председатель Московского отделения Русского энтомологического общества.
Награждён медалью «Ветеран труда» (1986).
Похоронен на Введенском кладбище вместе с родителями.